# 幸福のとき
「幸福のとき」（しあわせのとき）は、1977年8月2日から同年10月4日まで日本テレビ系列の「火曜劇場」（毎週火曜22:00 - 22:54）の枠で放映されたテレビドラマ。全10回。

## 概要
結婚生活24年を迎えた、高校三年の千恵、小学生の久美と良一の三人の子供がいる中流家庭の柏木俊子と良平の夫婦を中心に描くドラマ。
良平は小さな貿易商社を経営し、妻の俊子にも子供たちにも優しいが、同時に他の女性たちのも優し過ぎる性格もあって、度々妻を裏切ったことがあった。ある日、千恵は進学塾帰りに愛人と一緒にいる父の姿を目撃。そんな父や、それを黙認してきた母に反感を持ち始め、心は揺れ動いて千恵自身の青春にも暗い影が。柏木家に大きな波紋が広がる。今までの自分たちは本当の夫婦と言えたのか。ただ破局を恐れるあまり、誤った道を歩んできたのでは…。そう考えて良平に迫った俊子は病に倒れる。リンパ腺腫瘍という不治の病だった…。
夫の浮気が娘に知れて初めて表面化したことで出来た夫婦の亀裂、これによる年頃の娘の両親に対する反発。そしてこの時に不治の病を宣告された妻の心の揺れ動き、夫と愛人の関係。様々な人間関係と心情などを描きながら、この一組の夫婦の愛の過程を追ったホームドラマ。

## 出演
- 柏木俊子：池内淳子
- 柏木良平：池部良
- 柏木千恵：村地弘美
- 明子：夏純子
  - OLで、良平の愛人。
- 大塚：名倉良
  - 進学塾講師。千恵の恋人。
- 澄江：水野久美
  - 良平の昔の愛人。
- 柏木英吉（祖父）：笠智衆
- ：浦辺粂子
- 坂井雄司：佐藤慶
  - 俊子の知人。

## スタッフ
- 脚本：石松愛弘
- 演出：嶋村正敏
- 音楽：内藤孝敏
- 題字：矢萩春恵